# Eliza Ruhamah Scidmore
Eliza Ruhamah Scidmore (1856–1928) va ser una escriptora estatunidenca, fotògrafa i geògrafa, que va esdevenir la primera dona membre de la junta directiva de la Societat Geogràfica Nacional.. Entre 1885 i 1928, va viatjar sovint al Japó.

## Biografia
Scidmore va néixer el 14 d'octubre de 1856 a Clinton, Iowa. Es va formar a l'Oberlin College. El seu interès per viatjar va trobar un bon aliat en el seu germà, George Hawthorne Scidmore, diplomàtic de carrera que va ser destinat a l'Extrem Orient del 1884 al 1922. Sovint, Eliza podia acompanyar el seu germà en les seves missions i, gràcies a la seva posició diplomàtica, podia arribar a zones poc accessibles per a viatgers corrents
En tornar de Washington DC l'any 1885, Eliza va tenir la cèlebre idea de plantar cirerers japonesos a la capital que no va aixecar gaire interès en un primer moment. En canvi sí que ho van fer les seves impressions sobre Alaska, que van ser el tema del seu primer llibre, Alaska, It's Southern Coast and the Sitkan Archipielago (1885). Es va incorporar a la National Geographic Society l'any 1890, poc després de la seva fundació, i va esdevenir-ne una corresponsal habitual i, més endavant, va ser la primera dona amb un càrrec directiu.
Viatges més a l'orient van donar lloc a la publicació del llibre Jinrikisha Days in Japan, l'any 1891, seguit d'una guia breu, Westward To the Far East (1892). Un viatge a Java va donar origen a Java, the Garden of the East (1897) i les visites a la Xina i a l'Índia van donar com a fruit la publicació de diversos articles per a la National Geographic Magazine i la de dos llibres, China, the Long-Lived Empire (1900) i Winter India (1903).
Una altra estada al Japó durant la guerra russo-japonesa va ser la base per a la seva única obra de ficció coneguda, As the Hague Ordains (1907). La novel·la pretén ser el relat de la dona d'un presoner rus que es reuneix amb el seu marit a l'hospital de presoners de Matsuyama.
El projecte dels cirerers en flor de Scidmore, va començar a tenir ressò a partir de 1909, quan la nova primera dama, Helen Taft s'hi va interessar. Amb el seu suport actiu, el projecte es va accelerar, tot i que les primeres temptatives van resultar fallides a causa de la preocupació per possibles plagues. No obstant, els següents intents van tenir èxit i avui molts visitants gaudeixen del sakura del West Potomac Park a Washington, D.C. i altres zones de la capital, especialment durant el National Cherry Blossom Festival.
El setembre del 1893, Scidmore va escriure una carta a l'editor del Century Magazine en suport al nou moviment de conservació als Estats Units, "Our New National Forest Reserves" on detallava el sentit i la transcendència de la preservació forestal en pro del benestar públic.
Després de As the Hague Ordains, Scidmore no va publicar nous llibres i el nombre d'articles per al National Geographic va anar disminuint. L'últim dels quals va ser un article del 1914, titulat “Young Japan”. Va morir a Ginebra, el 3 de novembre de 1928, a l'edat de 72 anys. La seva tomba és al Yokohama Foreign Cemetery, Yokohama al Japó, al costat de les tombes de la seva mare i del seu germà.